# Sionistický tábor
Sionistický tábor (hebrejsky המחנה הציוני‎, ha-Machane ha-cijoni, anglicky Zionist Union, překládáno též volně jako Sionistický svaz) je izraelská politická aliance vytvořená v prosinci 2014 mezi středolevou Izraelskou stranou práce a centristickou ha-Tnu'a před nadcházejícími předčasnými parlamentními volbami v březnu 2015.

## Historie
10. prosince 2014 oznámila předsedkyně strany ha-Tnu'a Cipi Livniová, že v nadcházejících volbách utvoří její strana alianci s Izraelskou stranou práce. Cílem mělo být „sjednotit sionistický tábor a ukončit vládu radikální pravice.“ V průzkumech voličských preferencí se nová aliance začala již během prosince 2014 umisťovat na prvním nebo druhém místě, přičemž dosud průzkumům vévodila pravice a strana Likud.
Uskupení Sionistický tábor čelilo kritice ohledně svého názvu. Bývalý ministr za Izraelskou stranu práce a příslušník národnostní menšiny izraelských Arabů Ghálib Madžádala v lednu 2015 vyzval k odstranění přídomku sionistický a dodal: „Neznám žádné kouzlo, které může přes noc proměnit stovky tisíc Arabů v sionisty.“
Krátce před volbami přisuzovala většina průzkumů preferencí Sionistickému táboru náskok několika mandátů před Likudem. Ve snaze přilákat další voliče oznámila 16. března, tedy den před vlastním hlasováním, Cipi Livniová, že nebude trvat na původní dohodě o rotaci premiérského křesla mezi ní a předsedou strany práce Jicchakem Herzogem. Výsledek voleb se ale nakonec zásadně odlišoval od předvolebních průzkumů. Již exit polly zveřejněné po uzavření volebních místnosti ukazovaly, že Sionistický tábor i Likud získaly shodně 27 křesel nebo Likud vyhrál v poměru 28:27. Po setčení hlasů se ukázalo, že Likud přesvědčivě vyhrál se ziskem 30 mandátů, zatímco Sionistický tábor jich obdržel jen 24. S více než 780 000 hlasů (téměř 19 % všech odevzdaných hlasů) šlo nicméně o nadprůměrný výsledek pro hlavní levicovou opoziční stranu.